# Алгебра Жегалкіна
Алгебра Жегалкіна - алгебра булевих функцій утворених за допомогою:
- булевої константи 1
- булевих змінних
- булевих функцій:
  - {\displaystyle \oplus } - сума за модулем 2
  - {\displaystyle *} - кон'юнкція

## Тотожності алгебри Жегалкіна
- {\displaystyle x\oplus y=y\oplus x}
- {\displaystyle x*y=y*x}
- {\displaystyle x\oplus (y\oplus z)=(x\oplus y)\oplus z}
- {\displaystyle x*(y*z)=(x*y)*z}
- {\displaystyle x*(y\oplus z)=x*y\oplus x*z)}
- {\displaystyle x*1=x}
- {\displaystyle x*0=0}
- {\displaystyle x*x=x}
- {\displaystyle x\oplus 0=x}
- {\displaystyle x\oplus x=0}

## Вираженнялогічних операційв алгебрі Жегалкіна
- {\displaystyle x\oplus 1={\bar {x}}}
- {\displaystyle x\oplus 0=x}
- {\displaystyle x\oplus y={\bar {x}}\cdot y\vee x\cdot {\bar {y}}}
- {\displaystyle x\vee y=x\oplus y\oplus x\cdot y}
- {\displaystyle x\equiv y=1\oplus x\oplus y} (еквівалентність)
- {\displaystyle x\to y=1\oplus x\oplus x\cdot y} (імплікація)
- {\displaystyle x\downarrow y=1\oplus x\oplus y\oplus x\cdot y} (Стрілка Пірса)
- {\displaystyle x|y=1\oplus x\cdot y} (Штрих Шефера)

## Дивись також
- Поліном Жегалкіна